# Lasse Svan Hansen
Lasse Svan Hansen, (Klippinge, Stevns 31. kolovoza 1983.), umirovljeni rukometaš danske reprezentacije i rukometnog kluba SG Flensburg-Handewitt. Prije nego što je prešao u SG Flensburg-Handewitt igrao je za danski tim GOG Svendborg TGI s kojima je bio danski prvak 2004. i 2007. S istim timom je osvajao danski kup 2002., 2003. i 2005. godine.
Za reprezentaciju Danske počinje igrati 2003. a s njima je igrao i kada je Danska postala EP u rukometu 2008. godine.
Interesantna je činjenica da je bio prvak Zelanda (dan. Sjælland) u biljaru.
S Danskom je 2013. godine osvojio srebro na svjetskom prvenstvu u Španjolskoj. Španjolska je u finalu doslovno ponizila Dansku pobijedivši s 35:19. Nikada nijedna momčad nije izgubila s toliko razlikom kao Danci čime je stvoren novi rekord u povijesti finala svjetskog rukometnog prvenstva.
Od posljednjih većih reprezentativnih uspjeha izdvajaju se osvajanje olimpijskog zlata u Riju 2016 te svjetskog naslova 2019. gdje je Danska bila jedan od suorganizatora.